# Ploščad' Lenina (metropolitana di San Pietroburgo)
Ploščad' Lenina (in russo: Площадь Ленина, traslitterazione anglosassone: Ploschad' Lenina) è una stazione della Linea Kirovsko-Vyborgskaja, la Linea 1 della metropolitana di San Pietroburgo. È stata inaugurata il 1º giugno 1958.